# Konkatedrála Sedmibolestné Panny Marie (Poprad)

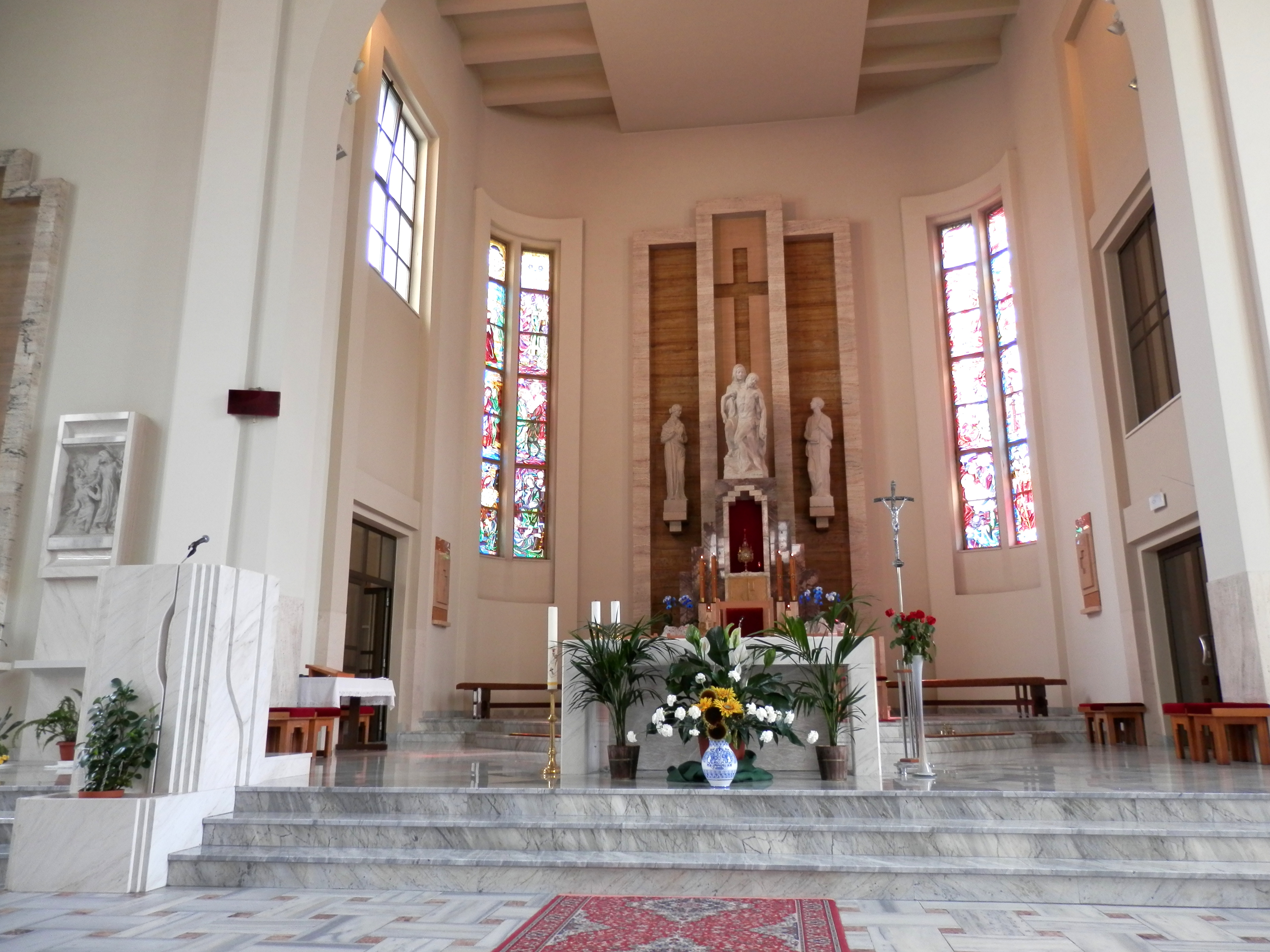
Interiér

Konkatedrála Sedmibolestné Panny Marie je římskokatolická konkatedrála Spišské diecéze v Popradě, jeden z dvou sídelních chrámů biskupa spišského.
Výstavbu kostela započal v roce 1935 tehdejší farář Štefan Mnoheľ. Základní kámen kostela který měl zasvěcen Sedmibolestné Panně Marii, byl posvěcen 8. října 1939. Kostel naprojektoval architekt Gabriel Schreiber, ve funkcionalistickém stylu, pod dozorem stavitele Štefana Horvátha trvala výstavba tři roky. Kostel byl posvěcen 8. září 1942 Jánom Vojtaššákom, biskupem spišským. V současnosti konkatedrála slouží jako farní kostel Římskokatolické farnosti Poprad. Farářem-děkanem je Ondrej Borsík, s ním jsou ve farnosti také tří kaplanové.